# Lapalisse
Lapalisse és un municipi francès, situat al departament de l'Alier i a la regió d'Alvèrnia-Roine-Alps. L'any 2007 tenia 3.196 habitants.

## Demografia

### Població
El 2007 la població de fet de Lapalisse era de 3.196 persones. Hi havia 1.389 famílies de les quals 519 eren unipersonals (193 homes vivint sols i 326 dones vivint soles), 431 parelles sense fills, 326 parelles amb fills i 113 famílies monoparentals amb fills.
La població ha evolucionat segons el següent gràfic:
Habitants censats

### Habitatges
El 2007 hi havia 1.725 habitatges, 1.411 eren l'habitatge principal de la família, 60 eren segones residències i 254 estaven desocupats. 1.282 eren cases i 440 eren apartaments. Dels 1.411 habitatges principals, 762 estaven ocupats pels seus propietaris, 614 estaven llogats i ocupats pels llogaters i 35 estaven cedits a títol gratuït; 10 tenien una cambra, 125 en tenien dues, 379 en tenien tres, 440 en tenien quatre i 457 en tenien cinc o més. 1.040 habitatges disposaven pel capbaix d'una plaça de pàrquing. A 674 habitatges hi havia un automòbil i a 466 n'hi havia dos o més.

### Piràmide de població
La piràmide de població per edats i sexe el 2009 era:
| Homes | Edats   | Dones |
| ----- | ------- | ----- |
| 4     | 95 o +  | 12    |
| 16    | 90 a 94 | 84    |
| 48    | 85 a 89 | 120   |
| 20    | 80 a 84 | 56    |
| 92    | 75 a 79 | 156   |
| 52    | 70 a 74 | 88    |
| 112   | 65 a 69 | 116   |
| 52    | 60 a 64 | 72    |
| 80    | 55 a 59 | 72    |
| 140   | 50 a 54 | 104   |
| 80    | 45 a 49 | 120   |
| 72    | 40 a 44 | 96    |
| 116   | 35 a 39 | 100   |
| 116   | 30 a 34 | 96    |
| 88    | 25 a 29 | 120   |
| 76    | 20 a 24 | 104   |
| 56    | 15 a 19 | 60    |
| 68    | 10 a 14 | 92    |
| 100   | 5 a 9   | 76    |
| 56    | 0 a 4   | 64    |

## Economia
El 2007 la població en edat de treballar era de 1.796 persones, 1.265 eren actives i 531 eren inactives. De les 1.265 persones actives 1.126 estaven ocupades (598 homes i 528 dones) i 139 estaven aturades (50 homes i 89 dones). De les 531 persones inactives 201 estaven jubilades, 146 estaven estudiant i 184 estaven classificades com a «altres inactius».

### Ingressos
El 2009 a Lapalisse hi havia 1.412 unitats fiscals que integraven 3.012,5 persones, la mediana anual d'ingressos fiscals per persona era de 14.911 €.

### Activitats econòmiques
Dels 223 establiments que hi havia el 2007, 5 eren d'empreses extractives, 10 d'empreses alimentàries, 1 d'una empresa de fabricació d'elements pel transport, 10 d'empreses de fabricació d'altres productes industrials, 20 d'empreses de construcció, 65 d'empreses de comerç i reparació d'automòbils, 8 d'empreses de transport, 15 d'empreses d'hostatgeria i restauració, 2 d'empreses d'informació i comunicació, 11 d'empreses financeres, 11 d'empreses immobiliàries, 25 d'empreses de serveis, 27 d'entitats de l'administració pública i 13 d'empreses classificades com a «altres activitats de serveis».
Dels 64 establiments de servei als particulars que hi havia el 2009, 1 era una oficina d'administració d'Hisenda pública, 1 gendarmeria, 1 oficina de correu, 5 oficines bancàries, 1 funerària, 6 tallers de reparació d'automòbils i de material agrícola, 1 taller d'inspecció tècnica de vehicles, 1 establiment de lloguer de cotxes, 2 autoescoles, 3 paletes, 6 guixaires pintors, 2 fusteries, 3 lampisteries, 5 electricistes, 9 perruqueries, 5 veterinaris, 1 agència de treball temporal, 6 restaurants, 3 agències immobiliàries, 1 tintoreria i 1 saló de bellesa.
Dels 31 establiments comercials que hi havia el 2009, 3 eren supermercats, 1 una gran superfície de material de bricolatge, 1 una botiga de més de 120 m², 2 botiges de menys de 120 m², 3 fleques, 4 carnisseries, 2 llibreries, 3 botigues de roba, 3 botigues d'equipament de la llar, 3 botigues d'electrodomèstics, 1 una botiga de mobles, 2 drogueries, 1 una joieria i 2 floristeries.
L'any 2000 a Lapalisse hi havia 38 explotacions agrícoles que ocupaven un total de 2.262 hectàrees.

## Equipaments sanitaris i escolars
El 2009 hi havia 3 farmàcies i 3 ambulàncies.
El 2009 hi havia 1 escola maternal i 1 escola elemental. Lapalisse disposava d'un col·legi d'educació secundària amb 376 alumnes.

## Poblacions més properes
El següent diagrama mostra les poblacions més properes.